# 이탁수
이탁수(李卓洙, 2003년 12월 7일 ~ )는 대한민국의 배우이자 뮤지컬 배우지망생이다.

## 학력
- 양일초등학교 (졸업)
- 일산양일중학교 (졸업)
- 고양예술고등학교 (연기과, 졸업)
- 동국대학교 예술대학 연극학부 (2022학번 / 재학)

## 텔레비전 프로그램
- 2020 DIMF 뮤지컬 스타 (2020) - Top62

## 가족 관계
- 아버지 : 이종혁 (1974년 7월 31일 ~ )
- 어머니 : 최은애 (1977년 ~ )
- 동생 : 이준수 (2007년 10월 25일 ~ )